# Olmer ad
Olmer ad s.r.o. je česká komunikační agentura se sídlem v Praze fungující od roku 1994. Do začátku roku 2016, kdy provedla kompletní rebranding, firma fungovala pod názvem IMDZ s.r.o. Jejím majitelem a jednatelem je Zbyněk Olmer, spolumajitelkou je Jarmila Olmerová, v minulosti pak na pozici ředitelky agentury působila bývalá manželka Zbyňka Olmera Marcela Olmerová. Sesterskou společností agentury je společnost TALK, s.r.o.

## Ocenění
V roce 2015 získala agentura první cenu v soutěži Česká cena za public relations v kategorii Klasická firemní média (firemní publikace aj.) za firemní časopis Sedmý proud.

## Společenská odpovědnost firem
V oblasti společenské odpovědnosti firem (CSR – Corporate Social Responsibility) spolupracuje agentura s nadačním fondem Báry Nesvadbové a Pavlíny Saudkové Be Charty. Od roku 2020 se podílí na projektu nabíjecích stanic pro elektrokola. Prostřednictvím sesterské společnosti TALK spolupracuje také na organizaci hokejového turnaje pro mládež.

## Politický sponzoring
Agentura Olmer ad se objevuje v souvislosti s financováním volební kampaně Miloše Zemana před prezidentskými volbami v roce 2018. 885 tisíc korun z milionu, který agentuře Olmer ad v prosinci 2017 naúčtovala ztrátová firma Contradiction bylo ještě v témže měsíci odesláno na účet spolku Přátelé Miloše Zemana, který financování této kampaně zajišťoval. Společnosti Contradiction i agentura Olmer ad nicméně popíraly, že by transakce přímo souvisely a současně popíraly, že by financování mělo spojení s obchodními aktivitami některé z firem. Úřad pro dohled nad hospodařením politických stran a politických hnutí financování volební kampaně prověřoval, nicméně transakce typu převodu mezi společností Contradiction a Olmer ad jsou mimo záběr tohoto prověření.
V roce 2017 firma poskytla dar 13000 Kč straně ANO 2011.

## PR strategie pro Severní energetickou
Olmer ad zajišťuje komunikační strategii pro skupinu Severní energetická, která spadá do portfolia podnikatele Pavla Tykače. V minulosti se spekulovalo o tom, že agentura se podílí na správě facebookového profilu Hnutí DUCHA (dříve Greenpiss). Nakonec se ale ukázalo, že autorem je ve skutečnosti někdo jiný.